# Una extensión justa
Una extensión justa (Fair Extension) es una novela corta de Stephen King, publicada en su colección Todo oscuro, sin estrellas (2010).

## Argumento
De camino a casa, Dave Streeter ve a un hombre con un puesto ambulante en la carretera al aeropuerto. Se baja y habla con el hombre, George Elbid, quien le dice a Streeter que vende extensiones de numerosos tipos. Sreeter, a quien le queda poco tiempo de vida como consecuencia del cáncer de pulmón que padece, piensa que Elbid podría ser un enfermo mental escapado luego de que el mismo afirmara que ha existido por siglos (está implícito que el nombre de Elbid es un juego con la palabra "devil", "diablo" en inglés). Elbid le ofrece a Streeter una oportunidad para vivir por aproximadamente 15 años si paga el 15 por ciento de su salario durante cada uno de esos años... y si transfiere el "peso" de su desgracia a alguien que conozca.
Streeter elige a Tom Goodhugh, su mejor amigo desde la infancia, a quien ha odiado secretamente por años. Streeter ha hecho todo por Goodhugh, incluyendo la realización de sus deberes. Más tarde, en el instituto, Goodhugh le robó la novia, y se casó con ella. Goodhugh fundó un exitoso negocio millonario de recolección de basura con la ayuda de Streeter, y ahora vive lujosamente, con tres hijos en camino a una gran vida, y no parece que la edad le haya pegado, a diferencia de a su amigo.
Un par de días más tarde, Streeter visita a su doctor, quien le dice que sus tumores se están encogiendo. Cuatro meses después, Streeter es declarado como libre de cáncer, lo que deja perplejo a su doctor. La buena suerte continúa en los años siguientes, siendo Streeter promovido varias veces en su trabajo, y transformándose su matrimonio en alegre y rico, con lujosas mejoras en su estilo de vida. Sus hijos comienzan una larga línea de éxitos laborales: su hijo, Justin, crea dos populares videojuegos y su hija, May, obtiene su trabajo deseado como periodista del Boston Globe al salir de la universidad, tras graduarse de la Escuela de Periodismo de Columbia.
Al mismo tiempo, la esposa de Goodhugh desarrolla cáncer de mama, el cual se ha extendido a sus ganglios linfáticos, y muere seis meses después. Su hijo del medio, Carl, un prometedor estudiante del Emerson College, tiene un ataque al corazón en la universidad debido a un defecto genético, y, debido a la falta de oxígeno, sufre de un daño cerebral permanente y requiere de cuidado constante. Unos pocos años después, Carl se ahoga con un trozo de manzana mientras miraba televisión. El hijo menor de Goodhugh, Jake, rechaza una beca deportiva completa para ayudar a salvar el negocio familiar. Se casa con una muchacha del lugar a quien luego mata durante una discusión después de que ella descubriera medio gramo de cocaína y las bragas de otra mujer en su bolsillo, y recibe una sentencia de 2 a 5 años en prisión. Su hija, Gracie, pierde a su esposo debido a un conductor ebrio, pierde todos sus dientes y el sentido del olfato luego de desarrollar periodontitis, y luego da a luz a un bebé muerto (que tiene el mismo defecto del corazón que Carl tenía). Goodhugh sufre mental, física (desarrollando tanto gota como psoriasis) y financieramente, y finalmente pierde su negocio luego de que su contador malversara dos millones de dólares y dejara el pueblo y de que la EPA descubriera desechos tóxicos en el basurero que posee, por lo que se apropian del mismo. Goodhugh, un hombre destruido, se compara a sí mismo con Job, y cree que ha "ofendido a Dios". A pesar de que Streeter pretende mantenerse solemne respecto a las desgracias de su amigo, está secretamente encantado y disfruta ver a su antes exitoso amigo luchando contra los innumerables tipos de mala suerte que le perjudican a él y a su familia.
La familia de Streeter prospera durante este tiempo, y él disfruta de su vida más que nunca. La historia termina con Streeter y su esposa mirando las estrellas, poco después de la muerte de Carl. Ella confiesa su tristeza por la suerte de Goodhugh, y él le asegura que eso solo es lo justo, y que  mucha gente simplemente recibe una mala mano de la vida. Vislumbran al planeta Venus, y Streeter le dice a su esposa que pida un deseo. Ella no puede pensar en nada que necesiten, debido a los pasados prósperos años. La historia termina con Streeter pidiendo un único deseo: más.